# Yeovil
Yeovil és una ciutat del Comtat de Somerset (Anglaterra). Té 41.871 habitants segons el cens del 2001 i es va estimar que el 2006 tenia 42.500. L'equip de futbol més representatiu de la ciutat és el Yeovil Town FC que juga a la League One.